# Toxic Avenger II
Toxic Avenger II (ang. The Toxic Avenger Part II) – amerykański film komediowy z 1989 roku, wyprodukowany przez Tromę. Reżyserem jest Lloyd Kaufman, odpowiedzialny za wszystkie części cyklu o Toxic Avengerze. Film opowiada o podróży Toxiego do Japonii, gdzie chce odszukać swojego ojca.
Film nie został przyjęty tak dobrze, jak oryginał. Miłośnicy Toxiego zarzucali twórcom, że część druga jest zbyt uproszczona – zabrakło w niej ciętego humoru, który obecny był w pierwowzorze, a zatwardziałym miłośnikom nie spodobało się również to, że film jest mniej brutalny. Tych samych błędów nie uniknęła część trzecia, wydana w tym samym roku – początkowo miał być to jeden film, jednak nakręcono tak dużo materiału, że postanowiono wypuścić dwa osobne filmy.